# Mark West
Mark Andre West (nacido el 5 de noviembre de 1960 en Petersburg, Virginia) es un exjugador de baloncesto estadounidense de la NBA, de aproximadamente 208 cm., que jugó en la posición de pívot. 

## Trayectoria deportiva
A nivel universitario jugó para la Universidad Old Dominion. Jugó durante 17 temporadas en la NBA (desde la temporada 1983-84 hasta la temporada 1999-2000), jugando para los Dallas Mavericks, Milwaukee Bucks, Cleveland Cavaliers, Phoenix Suns, Detroit Pistons, Indiana Pacers y Atlanta Hawks. West fue un jugador clave del equipo de los Suns que perdió contra los Chicago Bulls en la final de 1993, habiendo anotado durante su carrera 6,259 puntos y conseguido 5,347 rebotes. Además, se encuentra en segundo lugar en el ranking histórico de la NBA, tras Artis Gilmore, en porcentaje de tiros de campo (58.03%).

## Estadísticas de su carrera en la NBA
|  | Líder de la liga |

### Temporada regular
| Año     | Equipo    | PJ   | PT  | MPP  | %TC   | %3P  | %TL   | RPP | APP | ROB | TPP | PPP  |
| ------- | --------- | ---- | --- | ---- | ----- | ---- | ----- | --- | --- | --- | --- | ---- |
| 1983–84 | Dallas    | 34   | 0   | 5.9  | .357  | .000 | .318  | 1.4 | 0.4 | 0.0 | 0.4 | 1.1  |
| 1984–85 | Milwaukee | 1    | 0   | 6.0  | .000  | .000 | 1.000 | 1.0 | 0.0 | 0.0 | 1.0 | 2.0  |
| 1984–85 | Cleveland | 65   | 25  | 13.6 | .549  | .000 | .482  | 3.8 | 0.2 | 0.2 | 0.7 | 3.9  |
| 1985–86 | Cleveland | 67   | 26  | 17.5 | .541  | .000 | .524  | 4.8 | 0.3 | 0.4 | 0.9 | 4.2  |
| 1986–87 | Cleveland | 78   | 13  | 17.1 | .543  | .000 | .514  | 4.3 | 0.5 | 0.3 | 1.0 | 6.5  |
| 1987–88 | Cleveland | 54   | 12  | 21.9 | .576  | .000 | .621  | 5.2 | 0.9 | 0.5 | 1.5 | 8.5  |
| 1987–88 | Phoenix   | 29   | 29  | 31.6 | .521  | .000 | .568  | 8.3 | 0.8 | 0.8 | 2.3 | 11.8 |
| 1988–89 | Phoenix   | 82   | 32  | 24.6 | .653  | .000 | .535  | 6.7 | 0.5 | 0.4 | 2.3 | 7.2  |
| 1989–90 | Phoenix   | 82   | 79  | 29.3 | .625* | .000 | .691  | 8.9 | 0.5 | 0.4 | 2.2 | 10.5 |
| 1990–91 | Phoenix   | 82   | 64  | 23.9 | .647  | .000 | .655  | 6.9 | 0.5 | 0.4 | 2.0 | 7.7  |
| 1991–92 | Phoenix   | 82   | 11  | 17.5 | .632  | .000 | .637  | 4.5 | 0.3 | 0.2 | 1.0 | 6.1  |
| 1992–93 | Phoenix   | 82   | 82  | 19.0 | .614  | .000 | .518  | 5.6 | 0.4 | 0.2 | 1.3 | 5.3  |
| 1993–94 | Phoenix   | 82   | 50  | 15.1 | .566  | .000 | .500  | 3.6 | 0.4 | 0.4 | 1.3 | 4.7  |
| 1994–95 | Detroit   | 67   | 58  | 23.0 | .556  | .000 | .478  | 6.1 | 0.3 | 0.4 | 1.5 | 7.5  |
| 1995–96 | Detroit   | 47   | 21  | 14.5 | .484  | .000 | .622  | 2.8 | 0.1 | 0.1 | 0.8 | 3.2  |
| 1996–97 | Cleveland | 70   | 43  | 13.7 | .556  | .000 | .482  | 2.7 | 0.3 | 0.2 | 0.8 | 3.2  |
| 1997–98 | Indiana   | 15   | 1   | 7.0  | .476  | .000 | .500  | 1.0 | 0.1 | 0.1 | 0.3 | 1.5  |
| 1998–99 | Atlanta   | 49   | 0   | 10.2 | .373  | .000 | .356  | 2.6 | 0.3 | 0.1 | 0.4 | 1.2  |
| 1999–00 | Phoenix   | 22   | 2   | 5.8  | .417  | .000 | .625  | 1.4 | 0.1 | 0.1 | 0.2 | 0.7  |
| Total   | Total     | 1090 | 548 | 18.5 | .580  | .000 | .568  | 4.9 | 0.4 | 0.3 | 1.3 | 5.7  |

### Playoffs
| Año     | Equipo    | PJ  | PT | MPP  | %TC  | %3P  | %TL  | RPP  | APP | ROB | TPP | PPP  |
| ------- | --------- | --- | -- | ---- | ---- | ---- | ---- | ---- | --- | --- | --- | ---- |
| 1983–84 | Dallas    | 4   | -  | 8.0  | .556 | .000 | .667 | 1.8  | 0.8 | 0.0 | 0.8 | 3.0  |
| 1984–85 | Cleveland | 4   | 4  | 17.0 | .600 | .000 | .400 | 4.5  | 1.0 | 0.5 | 0.0 | 2.0  |
| 1988–89 | Phoenix   | 12  | 12 | 18.9 | .640 | .000 | .714 | 4.4  | 0.5 | 0.6 | 1.6 | 6.2  |
| 1989–90 | Phoenix   | 16  | 16 | 34.0 | .577 | .000 | .540 | 10.3 | 0.3 | 0.3 | 2.6 | 11.1 |
| 1990–91 | Phoenix   | 4   | 4  | 23.3 | .600 | .000 | .714 | 4.5  | 0.5 | 0.5 | 2.5 | 5.8  |
| 1991–92 | Phoenix   | 8   | 0  | 12.0 | .737 | .000 | .500 | 2.1  | 0.3 | 0.3 | 0.5 | 4.0  |
| 1992–93 | Phoenix   | 24* | 24 | 19.5 | .544 | .000 | .609 | 4.1  | 0.5 | 0.2 | 1.4 | 4.8  |
| 1993–94 | Phoenix   | 7   | 6  | 9.9  | .333 | .000 | .700 | 2.9  | 0.0 | 0.0 | 1.0 | 2.4  |
| 1995–96 | Detroit   | 3   | 3  | 26.0 | .524 | .000 | .462 | 5.3  | 0.3 | 0.3 | 0.3 | 9.3  |
| 1997–98 | Indiana   | 4   | 0  | 2.8  | .500 | .000 | .333 | 0.3  | 0.0 | 0.0 | 0.0 | 0.8  |
| 1998–99 | Atlanta   | 9   | 0  | 7.6  | .300 | .000 | .500 | 1.0  | 0.2 | 0.2 | 0.1 | 0.9  |
| Total   | Total     | 95  | 69 | 18.5 | .566 | .000 | .577 | 4.4  | 0.4 | 0.3 | 1.3 | 5.2  |